# Герасимчук, Анатолий Максимович
Анатолий Максимович Герасимчук (род. 8 марта 1930) — бригадир проходчиков шахты «Краснолучская», Герой Социалистического Труда.

## Биография
Родился 8 марта 1930 года в с. Николаевка Винницкой области. Рабочую деятельность начал в 1953 году проходчиком на шахте № 7/7 бис треста «Антрацит». В 1959 году перешел на шахту «Боково-Платовская», где его назначили бригадиром.
В 1970 году шахта № 3 «Садово-Хрустальская» (сейчас — шахта «Краснолучская») вошла в состав Краснолучского шахтоуправления. Бригаде Герасимчука поручили строительство нового горизонта. Благодаря комплексному плану работ за три месяца было пройдено 795 метров панельного уклона. Таких темпов проходки на шахте ещё не знали. График проходки предусматривал осуществление двух циклов в каждую смену, что позволяло за сутки продвигаться на 16 метров.

## Награды и звания
- Указом Президиума Верховного Совета СССР 1966 года за достижение рекордных показателей по прохождению горных выработок Герасимчуку А. М. присвоено звание Героя Социалистического Труда.
- Орден «Знак Почёта» (1971), «Шахтёрская слава» трех степеней.
- Почетный шахтёр, Почетный гражданин г. Красный Луч